# Маркарян Рубен Амбарцумович
Рубен Амбарцумович Маркарян (1896 , Шуша, Єлизаветпольська губернія  — 16 травня 1956 ) — радянський діяч НКВС, генерал-лейтенант (09.07.1945, переатестація з комісара ГБ 3-го рангу). Депутат Верховної ради СРСР 2-го і 3-го скликань (1946—1954).

## Біографія
Народився в родині кравця, вірменин. У 1911 році закінчив два класи вірменської духовної семінарії в Шуші.
У лютому — жовтні 1912 року — кур'єр приватного магазину братів Саакових і Джанумових у Баку. У жовтні 1912 — серпні 1915 року — телефоніст, контролер лічильників води при акціонерному товаристві «Куринська вода» в Баку.
З 1915 року служив у російській імператорській армії. З серпня 1915 по лютий 1916 року — рядовий 222-го запасного піхотного батальйону в Александрополі. У лютому 1916 — лютому 1918 року — рядовий 17-го Кавказького піхотного полку 5-ї Кавказької стрілецької дивізії в Тифлісі.
У 1918 вступив добровольцем до Червоної армії. З лютого по вересень 1918 року — інструктор 24-го Кавказького червоного піхотного батальйону в Москві.
З вересня 1918 по травень 1920 року не працював, проживав у містах Баку та Шуша.
У травні 1920 — грудні 1921 року — переписувач, скарбник Шушинського повітового військкомату.
У грудні 1921 року добровільно перейшов до органів ЧК, до 1923 року служив уповноваженим політбюро ЧК Шушинського повіту. З 1923 по січень 1926 року — уповноважений, помічник начальника секретно-оперативної частини, заступник начальника політбюро ЧК Нагорно-Карабахської автономної області в Степанакерті.
Член ВКП(б) з вересня 1925 року.
У січні 1926 — вересні 1929 року — уповноважений ДПУ в Гянджинському повіті Азербайджанської РСР. У вересні 1929 — листопаді 1930 року — помічник начальника Агдамського окружного відділу ДПУ Азербайджанської РСР із секретно-оперативної частини.
У листопаді 1930 — лютому 1932 року — начальник Бардинського районного відділу ДПУ Азербайджанської РСР.
У лютому 1932 — липні 1933 року — начальник Нагорно-Карабахського обласного відділення ДПУ в місті Степанакерті. 13 липня 1934 — травень 1935 року — начальник Управління НКВС по Нагорно-Карабахській автономній області.
У травні 1935 — грудні 1936 року — начальник відділення особливого відділу УДБ НКВС Азербайджанської РСР. У грудні 1936 — серпні 1937 року — начальник 4-го відділення 3-го відділу УДБ НКВС Азербайджанської РСР. У серпні 1937 — травні 1938 року — начальник 7-го відділення 3-го відділу УДБ НКВС Азербайджанської РСР. У травні 1938 — липні 1939 року — начальник 4-го відділення 3-го відділу УДБ НКВС Азербайджанської РСР.
31 липня 1939 — квітень 1941 року — заступник народного комісара внутрішніх справ Азербайджанської РСР. У квітні — серпні 1941 року — заступник народного комісара державної безпеки Азербайджанської РСР. У серпні 1941 — травні 1943 року — заступник народного комісара внутрішніх справ Азербайджанської РСР із оперативної роботи. У жовтні 1941 був прикріплений до радянських військових підрозділів в Іранській операції, де перебував до травня 1942 року.
7 травня 1943 — 7 серпня 1953 року — народний комісар (з 1946 року — міністр) внутрішніх справ Дагестанської АРСР. З серпня по вересень 1953 року перебував у розпорядженні управління кадрів МВС СРСР.
7 жовтня 1953 року звільнений з органів МВС за віком. Проживав на пенсії в Махачкалі.
Заарештований 26 січня 1955 року як учасник «змовницької групи Берія-Багірова», був ув'язнений в одиночну камеру Бутирської в'язниці. Засуджений 26 квітня 1956 року Верховною колегією Верховного Суду СРСР на процесі у справі М. Д. Багірова по ст. 63-2, 73 КК АзССР до вищої міри покарання. Розстріляний 16 травня 1956. Не реабілітований.

## Звання
- старший лейтенант державної безпеки (13.01.1936)
- майор державної безпеки (25.03.1939)
- старший майор державної безпеки (12.06.1942)
- комісар державної безпеки (14.02.1943)
- комісар державної безпеки 3-го рангу (11.01.1945)
- генерал-лейтенант (9.07.1945)

## Нагороди
- орден Леніна (12.11.1945)
- три ордени Червоного Прапора (20.09.1943, 3.11.1944, 30.01.1951)
- орден Кутузова II ст (8.03.1944)
- орден Вітчизняної війни І ст (12.11.1945)
- два ордени Трудового Червоного Прапора (27.04.1940, 12.03.1950)
- орден «Знак Пошани» (26.04.1940)
- орден Трудового Червоного Прапора Азербайджанської РСР (14.03.1932)
- медаль «За оборону Кавказу»
- медаль «За доблесну працю у Великій Вітчизняній війні 1941—1945 рр.»
- медаль «За перемогу над Німеччиною у Великій Вітчизняній війні 1941—1945 рр.»
- медалі
- «Почесний працівник ВНК—ДПУ (XV)» (22.02.1936)